# Russy FR
| FR ist das Kürzel für den Kanton Freiburg in der Schweiz. Es wird verwendet, um Verwechslungen mit anderen Einträgen des Namens Russy zu vermeiden. |

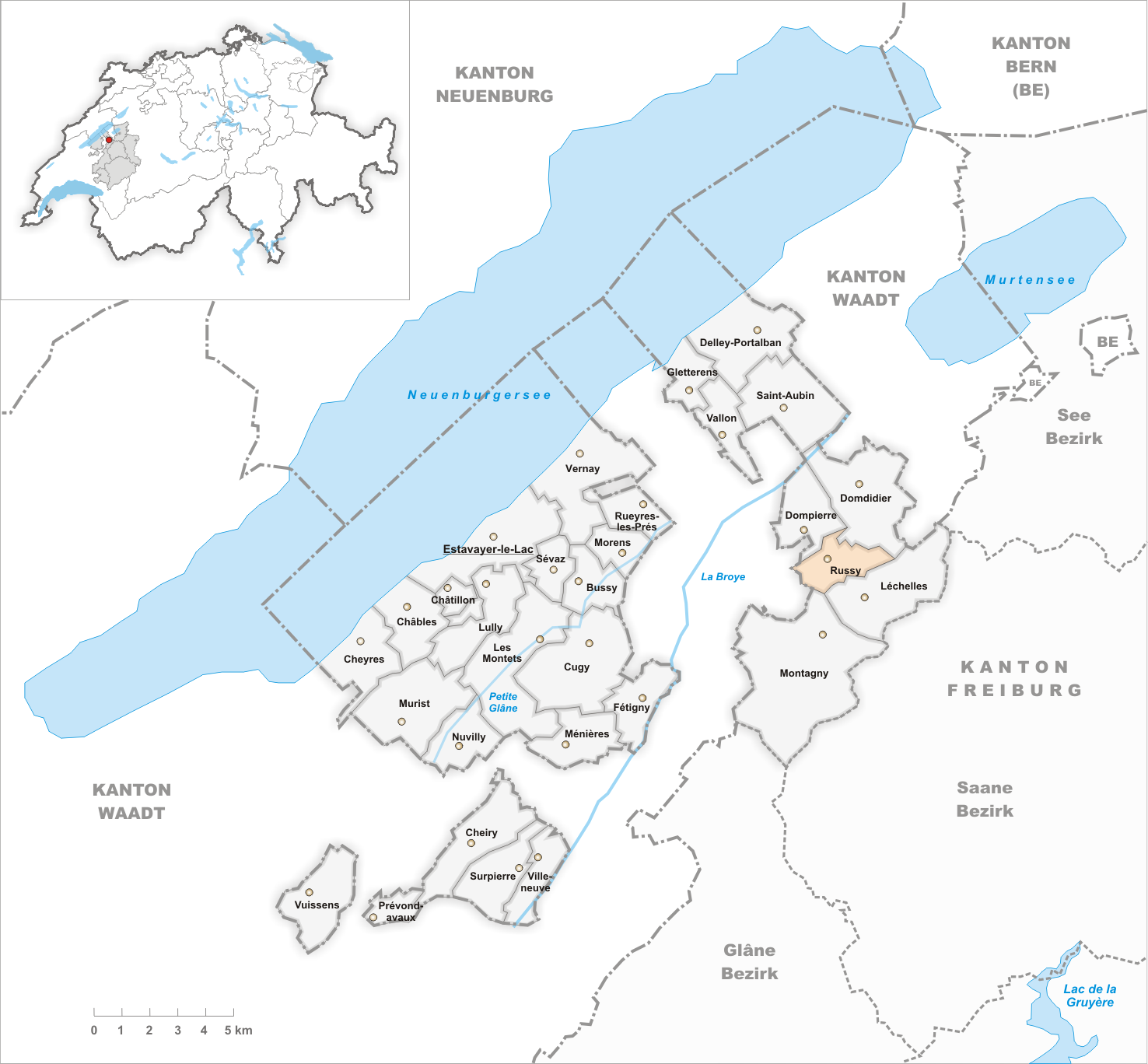
Gemeindestand vor der Fusion am 1. Januar 2016

Russy (Freiburger Patois Ruchiⓘ) war bis am 31. Dezember 2015 eine politische Gemeinde im Distrikt Broye des Kantons Freiburg in der Schweiz. Am 1. Januar 2016 fusionierte sie mit den Gemeinden Domdidier, Dompierre (FR) und Léchelles zur neuen Gemeinde Belmont-Broye.

## Geographie
Russy liegt auf 550 m ü. M., fünfeinhalb Kilometer ostnordöstlich von Payerne (Luftlinie). Das kleine Bauerndorf erstreckt sich an aussichtsreicher Lage auf einer Geländeterrasse am Westabhang des Grand Belmont, rund 100 m über der Broyeebene, im nordwestlichen Freiburger Mittelland.
Die Fläche des 3,7 km² grossen ehemaligen Gemeindegebiets umfasst einen Abschnitt des Molassehügellandes im Freiburger Mittelland. Der Gemeindeboden erstreckt sich vom Tälchen des Ruisseau de la Bauma nach Südosten über den sanft geneigten Hang und die Terrasse von Russy bis auf die angrenzende Waldhöhe mit Petit Belmont (586 m ü. M.), La Côte (634 m ü. M.) und Grand Belmont, auf dem mit 658 m ü. M. der höchste Punkt von Russy liegt. Von der ehemaligen Gemeindefläche entfielen 1997 3 % auf Siedlungen, 35 % auf Wald und Gehölze und 62 % auf Landwirtschaft.
Zu Russy gehören einige Einzelhöfe. Nachbargemeinden von Russy waren Dompierre, Domdidier, Léchelles und Montagny im Kanton Freiburg sowie Corcelles-près-Payerne im Kanton Waadt.

## Bevölkerung
Mit 216 Einwohnern (Stand: 31. Dezember 2015) gehörte Russy zu den kleinen Gemeinden des Kantons Freiburg. Von den Bewohnern sind 98,0 % französischsprachig, 1,5 % deutschsprachig, und 0,5 % sprechen Polnisch (Stand 2000). Die Bevölkerungszahl von Russy belief sich 1900 auf 228 Einwohner. Im Verlauf des 20. Jahrhunderts pendelte die Bevölkerungszahl im Bereich zwischen 200 und 230 Einwohnern. Nach 1960 wurde eine deutliche Abnahme der Bevölkerung auf 134 Einwohner (1980) registriert. Seither wurde wieder ein Bevölkerungswachstum verzeichnet.
Einwohnerzahlen: Volkszählungsdaten

## Wirtschaft
Russy war bis in die zweite Hälfte des 20. Jahrhunderts ein vorwiegend durch die Landwirtschaft geprägtes Dorf. Noch heute haben der Ackerbau, der Obstbau und die Viehzucht einen wichtigen Stellenwert in der Erwerbsstruktur der Bevölkerung. Einige weitere Arbeitsplätze sind im lokalen Kleingewerbe und im Dienstleistungssektor vorhanden. In den letzten Jahrzehnten hat sich das Dorf dank seiner attraktiven Lage auch zu einer Wohngemeinde entwickelt. Viele Erwerbstätige sind deshalb Wegpendler, die hauptsächlich in den Regionen Payerne und Freiburg arbeiten.

## Verkehr
Die ehemalige Gemeinde liegt abseits der grösseren Durchgangsstrassen an einer Verbindungsstrasse von Dompierre nach Léchelles. Russy ist von Montag bis Freitag durch die Buslinie 557 der Transports publics fribourgeois, die von Léchelles nach Domdidier verkehrt, an das Netz des öffentlichen Verkehrs angebunden.

## Geschichte
Die erste urkundliche Erwähnung des Ortes erfolgte 1228 unter den Namen Rusie und Russi. Später erschienen die Schreibweisen Russie (1267), Russye (1272) und Russy (1578).
Seit dem Mittelalter war Russy Teil der Herrschaft Montagny. Mit dieser gelangte das Dorf 1478 unter die Oberhoheit von Freiburg und wurde der Vogtei Montagny zugeordnet. Im Jahr 1592 fielen zahlreiche Häuser einer Feuersbrunst zum Opfer. Nach dem Zusammenbruch des Ancien Régime (1798) gehörte Russy während der Helvetik (bis 1803) zum Bezirk Avenches, danach zum Bezirk Montagny und ab 1831 zum neu geschaffenen Bezirk Dompierre, bevor es 1848 in den Bezirk Broye eingegliedert wurde. Russy besitzt eine kleine Kapelle; es gehört zur Kirchgemeinde Dompierre.